# Stephanocyathus (Odontocyathus) nobilis
Stephanocyathus (Odontocyathus) nobilis is een rifkoralensoort uit de familie van de Caryophylliidae. De wetenschappelijke naam van de soort is voor het eerst geldig gepubliceerd in 1873 door Moseley in Thompson.